# Jura
Это статья о швейцарской компании. О европейской горной системе см. статью Юра (горы). О шотландском острове см. статью Джура.
Jura Elektroapparate AG (Юра Электроаппарате AГ) — швейцарская компания, производящая бытовую технику, в основном — кофемашины для домашнего и ресторанного использования.
Основана в 1931 году Лео Хензиросом в швейцарском городе Нидербухситен (кантон Золотурн). Название происходит от горного массива Юра, частично расположенного в Швейцарии.
Рекламным лицом компании является швейцарский теннисист Роджер Федерер, также компания спонсируют турниры по гольфу.